# Алотропія

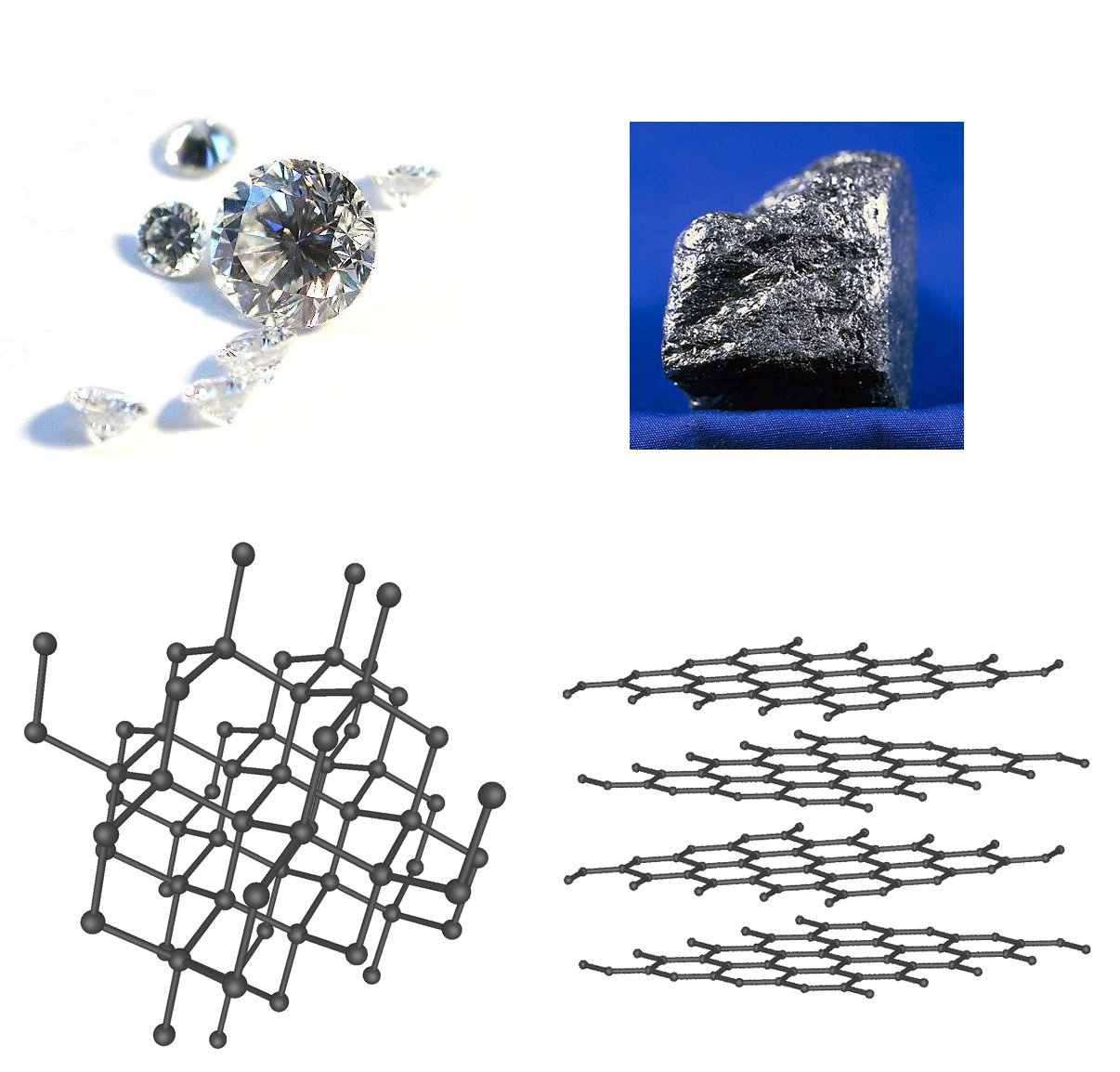
Алотропні стани вуглецю: алмаз і графіт

Алотропія (від гр. ἄλλος, állos — інший і τρόπος, trópos — властивість) — явище утворення елементом двох або кількох простих речовин. Так проста речовина кисень O2 і проста речовина озон O3 є алотропічними видозмінами елементу оксигену.
Алотро́пи (рос. аллотропы, англ. allotropes) — різні структурні модифікації одного хімічного елемента. Алотропи мають різні фізичні та хімічні властивості.
Вуглець, фосфор, сірка і інші елементи також утворюють алотропічні видозміни. Алотропічні видозміни, або модифікації, обумовлюються або різною кількістю атомів у молекулах, або різною кристалічною будовою твердих тіл, що складаються з атомів того самого хімічного елементу. Явищами алотропії пояснюється і той факт, що простих речовин відомо значно більше, ніж хімічних елементів. Відомо понад 400 простих речовин, а хімічних елементів — лише 118.
| Елемент  | Форма |
| -------- | --- |
| Карбон   | - алмаз (sp3-гібридизація) - Лонсдейліт (sp3-гібридизація) - графіт (sp2-гібридизація) - аморфний вуглець - фулерени, зокрема C60 (sp2-гібридизація) . - вуглецеві нанотрубки (sp2-гібридизація) - карбін — лінійна форма (sp-гібридизація) - графен |
| Фосфор:  | - Білий P4 - Червоний — полімер - Фіолетовий (фосфор Гітторфа) - Чорний — напівпровідник, аналог графіту - Аморфний |
| Оксиген: | - кисень, O2 — компонент повітря, безбарвний - озон, O3 — голубий газ |
| Сірка:   | - Аморфна — полімер - Ромбічна, S8 - Моноклінна - Метастабільні циклічні форми S7 і S12 - ланцюгова структура — катено-S∞ |
| Селен:   | - Червоний, Se8 - Сірий, полімерний - Чорний |